# Pitcairnia densiflora
Espèce
Classification phylogénétique
Pitcairnia densiflora est une espèce de plantes de la famille des Bromeliaceae, endémique du Mexique.